# Zicky Dice
Nick Zoppo, mais conhecido como Zicky Dice é um lutador profissional americano atualmente sob contrato com a Impact Wrestling. Em 2019 trabalhou com a National Wrestling Alliance, onde se tornou Campeão Mundial de Televisão da NWA.

## Carreira
Dice foi treinado na Black and Brave Wrestling Academy por Seth Rollins e Marek Brave. Então, ele participou de um torneio para coroar o revivido Campeonato Mundial de Televisão da NWA, derrotando Caleb Konley na primeira rodada, mas sendo derrotado por Dan Maff na segunda rodada. Ele ganharia o título em 26 de janeiro, no NWA Powerrr (exibido em 3 de março), quando derrotou Ricky Starks. Durante a pandemia de COVID-19, a NWA entrou em um hiato e o contrato da Dice foi definido para expirar em dezembro. Dice perderia o título contra Elijah Burke durante um evento da United Wrestling Network e deixaria a NWA.
Em 8 de junho de 2021, Dice apareceu no AEW Dark, onde perdeu para Lance Archer. Depois de deixar a NWA, Dice assinaria um contrato com a Impact Wrestling. Ele fez sua estreia em 1º de setembro, juntando-se a stable Learning Tree de Brian Myers.
Depois de uma briga com Myers e a dissolução da Learning Tree em 2022, Dice então se aliou a Johnny Swinger como aluno da "Swinger's Dungeon" (escola de luta livre de Swinger).

## Vida pessoal
Zoppo também é o vocalista da banda de rock Heart to Heart.

## Campeonatos e conquistas
- National Wrestling Alliance
  - Campeonato Mundial de Televisão da NWA (1 vez)
- Southern Honor Wrestling
  - Campeonato de Duplas da SHW (1 vez, atual) - com Ashton Starr
- United Wrestling Network
  - Campeonato dos Pesos Pesados de Herança da CWFH (1 vez)[11]
- Memphis Wrestling
  - Campeonato de Internet da Memphis Wrestling (1 vez)[12]